# Orion (Schiff, 1931)
Die Orion war ein für den Handelskrieg umgerüstetes und bewaffnetes deutsches Handelsschiff im Zweiten Weltkrieg. Sie war 1931 als Turbinenfrachter Kurmark für die Hapag fertiggestellt worden und anfangs im Dienst nach Niederländisch-Indien eingesetzt worden. 1939 wurde die Kurmark von der Kriegsmarine als Schiff 36 für den Kriegseinsatz requiriert. Unter der Bezeichnung Handelsschutzkreuzer 1 (HSK 1) wurde sie ab April 1940 als Hilfskreuzer eingesetzt. Bei der britischen Royal Navy war die Orion als Raider A bekannt.
Der hauptsächlich in der Südsee eingesetzte Hilfskreuzer, der auf seiner sehr langen Fahrt auch eine Phase von fast sieben Monaten ohne einen Versenkungserfolg verzeichnen musste, kehrte am 23. August 1941 nach Südfrankreich zurück. Bei Kriegsende an der Evakuierung der deutschen Ostgebiete beteiligt, wurde die Orion noch am 4. Mai 1945 auf dem Weg nach Kopenhagen bei Swinemünde durch einen Luftangriff versenkt.

## Technik und Ausrüstung
Das Schiff wurde in den Jahren 1930/31 bei Blohm & Voss in Hamburg als Frachter Kurmark für die Hapag gebaut. Es gehörte zu einer Klasse von sechs Frachtern, die vor allem im Fernost- und Australiendienst der Reederei eingesetzt wurden. Typschiff war die bei den Kieler Howaldtswerken gebaute Neumark, die 1939 zum Hilfskreuzer Widder (HSK 3, Raider D) umgebaut wurde. Weitere Schiffe der Klasse waren die Staßfurt vom Bremer Vulkan, die Bitterfeld von der Krupp Germaniawerft, die Nordmark von der Flensburger Schiffbau-Gesellschaft und die ebenfalls bei Blohm & Voss gebaute Uckermark mit ihren Hochdruckkesseln. Alle sechs Frachter wurden von einem im Winter 1929/30 ausgebauten Turbinensatz der vier Schiffe der Albert Ballin-Klasse angetrieben, die neue Antriebsanlagen erhalten hatten. Die beiden verbliebenen Turbinensätze erhielten die Kombischiffe Tacoma und Vancouver, die 1930 bei der Deutschen Werft in Hamburg für den USA-Westküstendienst der Reederei gebaut wurden.
Die bei Kriegsausbruch in der Heimat befindliche Kurmark wurde von der Kriegsmarine requiriert, zum Hilfskreuzer umgerüstet und am 9. Dezember 1939 als Orion (HSK 1) in Dienst gestellt. Bei 148 m Länge, 18,6 m Breite und 8,2 m Tiefgang verdrängte die Orion 15.700 t. Ihre Höchstgeschwindigkeit betrug 14 kn. Sie war bewaffnet mit sechs 15-cm- und einem 7,5-cm-Geschütz, zwei 3,7-cm- und vier 2-cm-Flugabwehrkanonen sowie sechs Torpedorohren. Da die Orion kein Radar hatte, wurden zwei Wasserflugzeuge des Typs Arado Ar 196 mitgeführt, um gegnerische Schiffe ausfindig zu machen, die als mögliches Angriffsziel in Frage kämen oder selbst eine Bedrohung darstellten. Kommandant des Hilfskreuzers wurde Korvettenkapitän/Fregattenkapitän Kurt Weyher, der zuletzt das Segelschulschiff Horst Wessel befehligt hatte.

## Handelskrieg
Am 30. März verließen die ersten drei deutschen Hilfskreuzer (neben Orion und ihrem Schwesterschiff Widder noch die dann als erste auslaufende Atlantis) Kiel durch den Kaiser-Wilhelm-Kanal zur Nordsee. Am 6. April 1940 verließ die Orion mit 376 Mann Besatzung Deutschland, um durch den Atlantik und um das Kap Hoorn den Pazifik zu erreichen. Anfangs wurde sie noch von den Torpedobooten Luchs und Wolf und einer S-Boot-Flottille begleitet. Allein lief sie dann durch den Anmarsch zum Unternehmen Weserübung als angeblicher niederländischer Frachter Beemsterdijk bis Jan Mayen und dann an der Packeisgrenze durch die Dänemarkstraße, getarnt als sowjetischer Frachter, in den Atlantik. Dort tarnte sie sich als griechischer Frachter Rokos und sollte versuchen, Schiffe zu versenken, um den Eindruck eines ausgebrochenen deutschen Panzerschiffes zu erwecken. Sie war nur in einem Fall erfolgreich, da der von ihr am 26. April vor Neufundland entdeckte und versenkte Frachter Haxby den Angriff eines Kriegsschiffes funkte.
Im Mai traf sie im Mittelatlantik den ihr zugeteilten alten Tanker Winnetou, der bei Kriegsausbruch die Kanaren angelaufen hatte und dem Hilfskreuzer in die Südsee folgen sollte, um seine Versorgung sicherzustellen. Mit Hilfe ihres Bordflugzeuges fand die Orion den am 9. April aus Las Palmas ausgelaufenen Tanker, der wegen seiner nur noch geringen Höchstgeschwindigkeit von 7 Knoten (kn) den vereinbarten Treffpunkt noch nicht erreicht hatte. Die Schiffe passierten gemeinsam den Äquator und bei geeignetem Wetter übernahm der Hilfskreuzer dann 1.900 t Öl. Als nächster Treffpunkt wurde das Maria-Theresia-Riff in der Südsee in zwei Monaten vereinbart.
Die Orion tarnte sich als brasilianische Mandu, passierte am 21. Mai Kap Horn und lief nach Neuseeland. Während der Nacht vom 13. zum 14. Juni 1940 legte sie Minen vor dem Hafen von Auckland (Neuseeland). Fünf Tage später lief das Passagier- und Postschiff Niagara auf eine der Minen und sank, ohne dass die Ursache deutlich wurde. An Bord der Niagara war eine streng geheimgehaltene große Menge an Goldbarren der Bank of England, die als Zahlung für Kriegsmaterial der noch nicht in den Zweiten Weltkrieg eingetretenen Vereinigte Staaten gedacht waren und Anfang 1941 in der bis dahin tiefsten Bergung auf See fast vollständig geborgen werden konnten.
Die vor verschiedenen Inselhäfen in der Südsee kreuzende Orion hatte bis zum Untergang der Niagara noch kein Schiff stellen können, so dass ihre Anwesenheit auch noch unbekannt war. Am 19. Juni stellte sie nach fast zweimonatiger Suche mit dem norwegischen Motorschiff Tropic Sea ihr zweites Opfer. Das mit einer Weizenladung für britische Rechnung auf dem Weg zum Panamakanal befindliche Schiff wurde für eine Reise bis nach Frankreich mit Hilfe der Winnetou ausgerüstet. Deren Kapitän Fritz Steinkrauss übernahm auch die Führung der Prise, deren Besatzung aus 17 Mann des Tankers Winnetou und elf Kriegsmarineleuten bestand. Dazu kamen alle 55 Gefangenen an Bord, und am 30. Juni wurde die in Kurmark umbenannte Prise entlassen. Nach der Trennung von der Prise übernahm die Orion weitere 1500 t Öl von ihrem Tanker und kreuzte wieder vor den Haupthäfen der Südsee und auf den bekannten Routen nach Neuseeland. Ende Juli übernahm sie auf einem vereinbarten Treffpunkt weitere 800 t Treibstoff von der Winnetou und lief dann mit ihr zusammen nach Norden. Am 7. August übernahm sie nördlich der Santa-Cruz-Inseln nochmals 400 t Öl und entließ den Tanker, der jetzt nur noch den für diese Reise notwendigen Ölvorrat hatte, nach Japan.

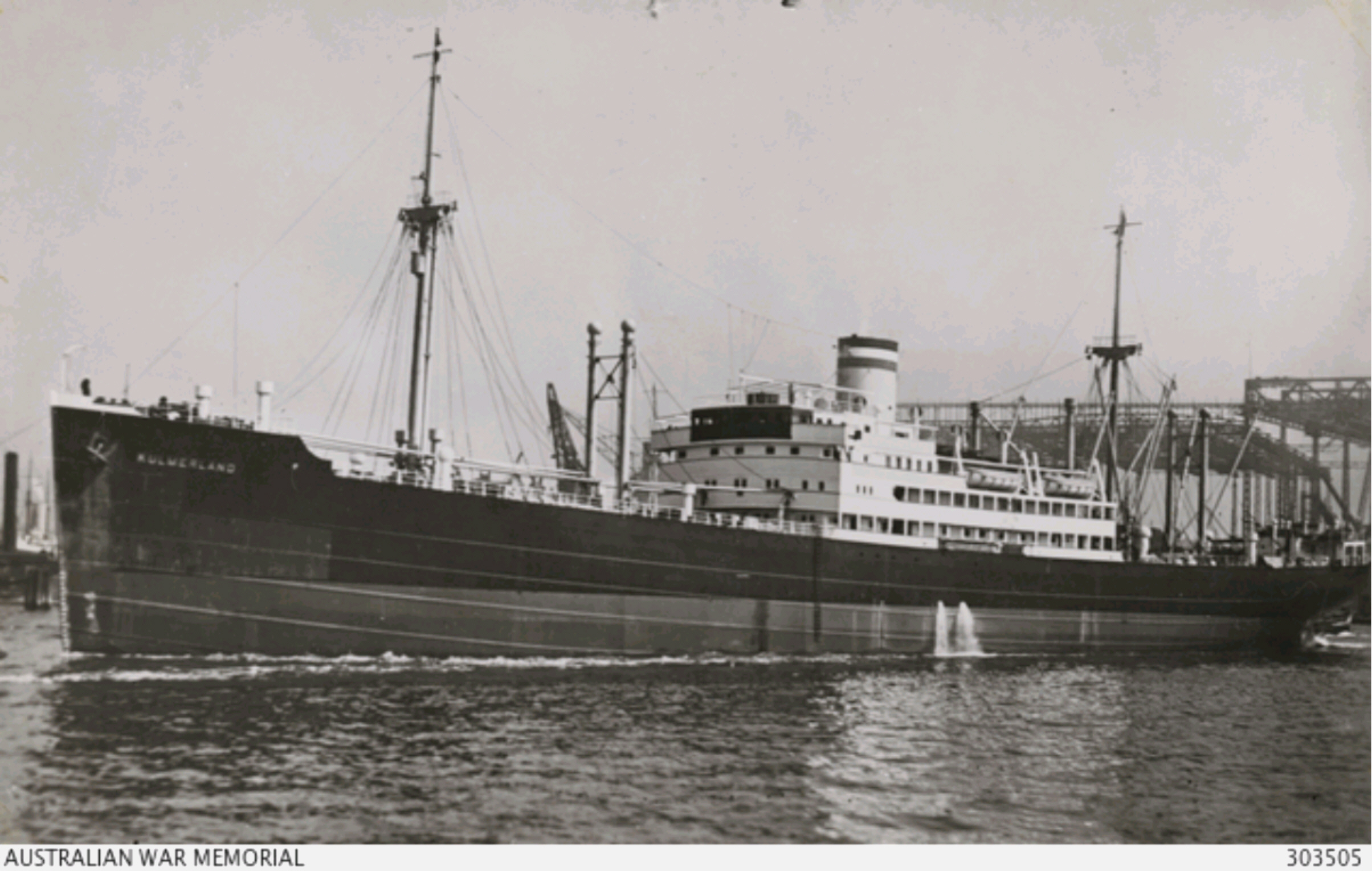
Die Kulmerland, Versorger der Komet und Schiff des Südsee-Verbandes

Als Ersatz für den unterstützenden Tanker sollte nach Weisung der Seekriegsleitung (SKL) die weitere Versorgung durch das aus Mexiko entsandte Motorschiff Weser des NDL oder durch Hilfsschiffe aus Japan erfolgen. Als Versorgungspunkt sollte Mitte Oktober das Atoll Ailinglapalap der Marshallinseln dienen. Bevor sie sich dorthin begab, gelang der Orion im August die Versenkung zweier Frachter. Als sie am 10. Oktober Ailinglapalap erreichte, befand sich dort bereits der Versorger Regensburg. Da die ebenfalls als Versorger vorgesehene Weser schon wenige Stunden nach dem Auslaufen aus Manzanillo (Mexiko) durch einen kanadischen Hilfskreuzer aufgebracht worden war, hielt man den Treffpunkt nicht für sicher und beschloss, mit der Regensburg nach Lamotrek in den Karolinen zu gehen, wo man auf den Hilfskreuzer Komet und den Versorger Kulmerland treffen würde. Auf dem Weg stellte die Orion das in Ballast nach Ocean Island unterwegs befindliche norwegische Motorschiff Ringwood, einen Schwergutfrachter. Obwohl als Prisen- und Unterstützungsschiff gut geeignet, wurde es wegen geringer eigener Vorräte versenkt.

Routen der Komet und der Orion im Westpazifik

### Deutscher Südseeverband
Am 18. Oktober 1940 traf die Orion in Lamotrek mit dem Hilfskreuzer Komet und deren Versorger Kulmerland zusammen und bildeten den Fernost-Verband. Alle vier deutschen Schiffe waren als Japaner getarnt, allerdings hießen beide Versorger Tokio Maru ohne einen optischen Bezug zu einem existenten Schiff, und die Tarnung der Orion war bis auf das japanische Neutralitätskennzeichen sehr oberflächlich. Von einem passierenden japanischen Passagierschiff wurde die eigenartige Ansammlung im Atoll an die japanischen Behörden gemeldet. Die deutschen Schiffe gingen dann rasch wieder in See. Die Regensburg ging nach Japan, um weitere Versorgungsgüter und benötigte Ersatzteile für die Orion zu beschaffen. Die drei anderen Schiffe fuhren in einer breiten Aufklärungskette nach Süden, um den Verkehr von Australien und Neuseeland über den Pazifik anzugreifen. Der Erfolg gegen die Rangitane am 27. November 1940 führte allerdings auch zum Rückzug vor den auf britischer Seite sofort eingesetzten Kriegsschiffen und Langstreckenflugbooten.
Der als Dienstälterer den Verband befehligende Kommandant der Komet, Robert Eyssen, favorisierte einen Einsatz gegen die Phosphatinsel Nauru. Er wollte die Produktions- und Verladeanlagen auf der ehemals deutschen Insel gründlich zerstören und dort auch die Gefangenen absetzen, die auf Befehl der SKL nicht nach Japan verbracht werden durften. Auf dem Anmarsch gelang die Versenkung des Versorgungsschiffes der Insel. Vier vor der Insel auf Beladung wartende Frachter konnten ebenfalls versenkt werden, aber die geplante Landung von Truppen zur Zerstörung der Einrichtungen der Insel und die Abgabe der Gefangenen musste wegen der Wetterlage unterbleiben. Die Gefangenen an Bord des Verbandes wurden ein bedeutendes Problem, da es inzwischen fast 700 Personen, darunter 52 Frauen und acht Kinder waren, die viel Kenntnis über die deutschen Schiffe, ihren Zustand und ihre Arbeitsweise hatten. Der Kommandant der Orion wollte nur die Frauen und Kinder und die asiatischen Seeleute an Land geben und die anderen britischen Seeleute mit dem von der Etappe Japan angekündigten Blockadebrecher Ermland nach Deutschland schicken. Eyssen entschied jedoch, dass auf Emirau, einer abgelegenen Insel im Bismarck-Archipel, bei einer dortigen Station alle Gefangenen, also 153 der Komet, 257 der Kulmerland und 265 der Orion mit Zelten und Lebensmitteln an Land zu geben seien. Weyher behielt jedoch seine männlichen Gefangenen an Bord, so dass letztlich Anfang Dezember 1940 343 Europäer und 171 Asiaten auf Emirau ausgeschifft wurden. Sie konnten sehr rasch Kontakt zu australischen Dienststellen aufnehmen und viele wertvolle Informationen über die deutschen Schiffe an den Gegner übermitteln. Daraufhin verbot die deutsche Marineführung grundsätzlich das An-Land-setzen von Gefangenen.
Danach löste sich der Verband auf, der während seines Bestehens sieben Schiffe versenkt hatte und den ersten Angriff auf Nauru durchgeführt hatte. Die Kulmerland lief nach Japan, um Versorgungsgüter und Ersatzteile zu beschaffen, die Orion zu einem Treffen mit der Regensburg und einem Tanker nach Lamotrek, um dort die dringend gewordene gründliche Überholung der Maschinenanlage durchzuführen. Die Komet lief erneut nach Nauru und beschoss, ohne dies mit der Orion oder der Marineleitung abzustimmen, am 27. Dezember die Insel. Wegen der Schäden mussten die Phosphatlieferungen für die Dauer von zehn Wochen ganz eingestellt werden und konnte danach nur mühsam wieder aufgenommen werden, zumal die meisten Spezialfrachter versenkt worden waren.
Weitere Angriffe auf die Kühlschiffe, von denen acht bis neun monatlich Neuseeland verließen, hätten die Versorgungslage Großbritanniens empfindlicher und sehr direkt getroffen, aber lediglich ein noch auf der Ausreise befindliches Schiff, die Devon, wurde im August 1941 durch die Komet versenkt.

### Weiterer Einsatz derOrionohne Erfolge und Rückmarsch
Noch weitere acht Monate bemühte sich die Besatzung des Hilfskreuzers, ihr Schiff einsatzbereit zu halten und Erfolge zu erzielen. Trotz erheblicher logistischer Anstrengungen, war die Orion oft nur bedingt einsatzbereit und erzielte in den ihr zugewiesenen Seeräumen keine Erfolge.
Die Orion fand bei ihrer Rückkehr nach Lamotrek die Regensburg und den ehemals norwegischen Tanker Ole Jacob vor. Der fast neue Tanker war von der Atlantis im November 1940 im Golf von Bengalen gekapert worden und mit seiner Ladung Flugbenzin und wichtigen Unterlagen nach Japan geschickt worden. Im Tausch gegen die Unterlagen und das Benzin war er jetzt mit Treibstoff und anderen Versorgungsgütern für die deutschen Hilfskreuzer beladen. Kommandiert wurde er von Kapitän Steinkrauss, der als Kapitän der Winnetou schon den ersten Teil des Einsatzes der Orion unterstützt hatte. Er unterstützte die Orion bis zum 3. Juni 1941, um nach der Abgabe allen Treibstoffes und der Versorgungsgüter mit der Ole Jacob nach Frankreich zu laufen. Die Regensburg gab ihre Versorgungsgüter an die Orion und die Ole Jacob ab und verließ den Treffpunkt unmittelbar nach Neujahr, um weitere Güter in Japan zu beschaffen.
Am 5. Januar 1941 traf auch noch die Ermland ein, an die die Orion ihre verbliebenen 183 Gefangenen abgab. Das Hapag-Motorschiff trat am 9. die Weiterreise durch den Pazifik um das Kap Horn nach Europa an und übernahm unterwegs von den im Südatlantik eingesetzten Schiffen noch weitere 148 Gefangene, mit denen es am 3. April 1941 als erster Blockadebrecher aus Japan Bordeaux erreichte. Nachdem die Gefangenen von Bord waren, konnte die Überholung und Neutarnung der Orion beginnen. Dazu verlegte der Hilfskreuzer in den Norden der Marianen nach Maug. Während der erneuten Maschinenüberholung trafen die Versorger Regensburg und Münsterland ein. Letztere brachte nicht nur Frischwasser und Lebensmittel, sondern auch ein neues Bordflugzeug vom Typ Nakajima E8N-1, da die alten Maschinen nicht mehr einsetzbar waren. Die Versorger wurden zurückgelassen, als die Orion am 6. Februar Maug mit der Ole Jacob wieder verließ, um jetzt im Indischen Ozean Kreuzerkrieg zu führen. Der Anmarsch erfolgte durch die Südsee um Neuseeland und Australien herum. Während der folgenden drei Monate kreuzte die Orion erst westlich Australiens, dann südlich Ceylons und schließlich östlich von Madagaskar, ohne ein gegnerisches Schiff stellen zu können. Lediglich ein oder zwei neutrale Schiffe wurden gesichtet. Der Hilfskreuzer setzte sein Flugzeug zu 38 Aufklärungsflügen ein und nutzte kurzzeitig den Versorger Alstertor und häufiger seinen Versorgungstanker Ole Jacob als zusätzliches Aufklärungsschiff.
Mitte Juni verließ die Orion den Indischen Ozean zur Heimreise. Da ein weiterer Versorgungstanker nach dem Leeren der Ole Jacob nicht zur Verfügung stand, musste der Hilfskreuzer Atlantis am 1. Juli die Orion 300 Meilen nördlich von Tristan da Cunha mit Treibstoff für die Heimreise versorgen. Der Kommandant der Atlantis, Bernhard Rogge, lehnte alle Wünsche seines Kameraden Weyher nach mehr Öl ab, weil er selbst in wenig erfolgversprechende Jagdgebiete verlegen sollte und er den hohen Verbrauch und den schlechten Antriebszustand der Orion für nicht erfolgversprechend hielt. Dennoch gelang der Orion auf dem Rückmarsch die Versenkung eines weiteren Frachters westlich der Kapverdischen Inseln fast neun Monate nach ihren letzten Erfolgen vor Nauru.
Insgesamt versenkte die Orion zehn Schiffe mit 62.915 Tonnen (einschließlich der beiden Opfer ihrer Minen), sowie zwei weitere mit 21.126 Tonnen gemeinsam mit der Komet – darunter mit der Rangitane das größte von einem Hilfskreuzer versenkte Schiff. Am 23. August 1941 kehrte die Orion nach einer Reise von insgesamt 511 Tagen und 127.337 Seemeilen nach Bordeaux zurück.

### Vom HilfskreuzerOriongekaperte und versenkte Schiffe
|    | Name         | Typ             | Land                   | Datum             | Tonnage in BRT | Verbleib |
| 1  | Haxby        | Frachter        | Vereinigtes Königreich | 24. April 1940    | 5.207          | versenkt (Lage), 17 Tote |
| 2  | Niagara      | Passagierschiff | Vereinigtes Königreich | 18. Juni 1940     | 13.415         | auf Mine der Orion gelaufen (Lage) |
| 3  | Tropic Sea   | Frachter        | Norwegen               | 19. Juni 1940     | 5.781          | 8.000 t Weizen, am 30. Juni mit Prisenbesatzung in die Heimat entlassen, am 3. September 1940 vor der spanischen Küste selbstversenkt (Lage), als sie durch das britische U-Boot Truant gestoppt wurde |
| 4  | Notou        | Frachter        | Frankreich             | 16. August 1940   | 2.489          | versenkt (Lage), 3.600 t Kohlen |
| 5  | Turakina     | Frachter        | Vereinigtes Königreich | 20. August 1940   | 9.691          | versenkt (Lage), 36 Tote |
| 6  | Ringwood     | Frachter        | Norwegen               | 14. Oktober 1940  | 7.203          | versenkt (Lage), leer |
| K  | Holmwood     | Frachter        | Vereinigtes Königreich | 25. November 1940 | 546            | von Komet versenkt (Lage), 192 Schafe wurden auf der Orion geschlachtet |
| 7  | Rangitane    | Passagierschiff | Vereinigtes Königreich | 27. November 1940 | 16.712         | zusammen mit Komet versenkt (Lage), 16 Tote |
| 8  | Triona       | Frachter        | Vereinigtes Königreich | 6. Dezember 1940  | 4.414          | zusammen mit Komet versenkt (Lage), 3 Tote, Ladung Versorgungsgüter für Nauru |
| K  | Vinni        | Frachter        | Norwegen               | 7. Dezember 1940  | 5.181          | von Komet versenkt, leer |
| 9  | Triadic      | Frachter        | Vereinigtes Königreich | 8. Dezember 1940  | 6.378          | versenkt (Lage), 1 Toter, leer |
| K  | Komata       | Frachter        | Vereinigtes Königreich | 8. Dezember 1940  | 3.900          | von Komet versenkt, 2 Tote |
| 10 | Triaster     | Frachter        | Vereinigtes Königreich | 9. Dezember 1940  | 6.032          | vor Nauru versenkt |
| 11 | HMNZS Puriri | Minensucher     | Vereinigtes Königreich | 14. Mai 1941      | 927            | durch Mine der Orion versenkt (Lage), 5 Tote |
| 12 | Chaucer      | Frachter        | Vereinigtes Königreich | 29. Juli 1941     | 5.792          | leer, im Mittelatlantik westlich der Kap Verden versenkt |

## Spätere Verwendung und Ende
1944 wurde das Schiff in Hektor umbenannt und als Artillerieschulschiff verwendet. Ab November 1944 bis Kriegsende war Kapitän zur See Joachim Asmus Kommandant des Schiffes. Im Januar 1945 wurde es wieder in Orion umbenannt und von da an zur Beförderung von Flüchtlingen aus den deutschen Ostgebieten nach Westen eingesetzt. Sie führte 15 Fahrten mit jeweils etwa 1500 Fahrgästen durch.
Am 4. Mai 1945 nahm die Orion unter anderem einen Teil der Besatzung des alten Linienschiffs Schlesien an Bord, das auf eine Magnetmine gelaufen war und auf der Reede von Swinemünde auf Grund gesetzt werden musste. Auf dem Weg nach Kopenhagen wurde die Orion bei Swinemünde von Flugzeugen angegriffen und versenkt. Von den etwa 4.000 Personen, die sich zu diesem Zeitpunkt an Bord befanden, konnte der größte Teil gerettet werden. Rund 150 Menschen fanden beim Untergang den Tod.
Das Wrack wurde 1952 vor Ort teilweise verschrottet, jedoch blieb unter Wasser ein Rest erhalten. Am 26. Mai 1956 lief das Handelsschiff Hordnes der Reederei Meidell aus Norwegen, von Murmansk kommend nach Stettin, mit Superphosphat beladen, vor Swinemünde auf das Wrack der Orion und sank.

## Bekannte Besatzungsangehörige
- Adalbert von Blanc (1907–1976), war von 1962 bis 1964 als Flottillenadmiral Kommandeur des Zentralen Marinekommandos
- Erhard Richter (1927–2019)[21]